# Hisarcık, Yağlıdere
Hisarcık là một xã thuộc huyện Yağlıdere, tỉnh Giresun, Thổ Nhĩ Kỳ. Dân số thời điểm năm 2011 là 664 người.